# 加泰罗尼亚议会
加泰罗尼亚议会为西班牙加泰罗尼亚自治區的一院制立法机构。每四年选举出新一届135名加泰隆尼亞議會議員。议会选举时共划分4个选区，每个省作为一个选区。议会大楼位于巴塞罗那的城堡公园内。
2017年10月27日，因為啟動《西班牙憲法》第155條而被西班牙首相強行解散，2017年12月21日重新進行選舉，仍由贊成獨立的政黨佔多數。

## 历史

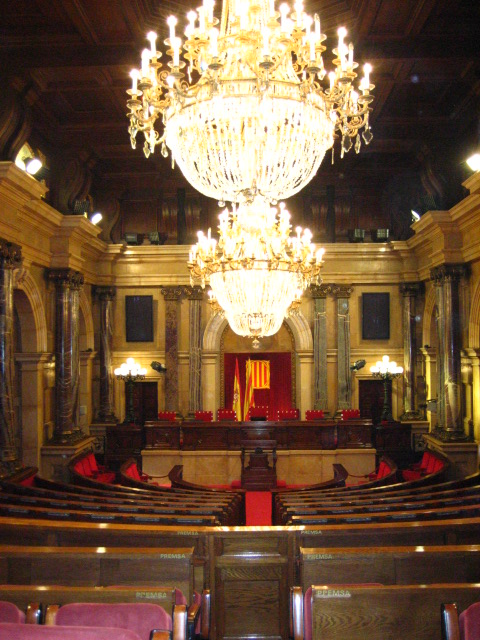
议会宫内景

2013年1月23日，议会关于"主权声明"投票的结果

加泰罗尼亚第一個民意與立法机构是上帝的和平議會（assemblees de pau i treva），其最早的紀錄可追溯到1027年。
1359年，加泰罗尼亚议会由三大势力所构成，分别代表教会、封建贵族以及皇家城市（巴塞罗那和赫罗纳）的市民。议会的主要功能是立法，包括批准国王的宪法、法律和议会自己的庭议。1715年，迫于西班牙王位繼承戰爭的結果，加泰罗尼亚议会取消《新基本法令》，增强了西班牙中央政权的统治，也削弱了地方自治活动。
20世纪前叶，加泰罗尼亚多次试图扩大该地区的自治权力。西班牙獨裁者米戈尔·普里莫·德里维拉上台后，由巴塞罗那、赫罗纳、列伊达和塔拉戈纳四省组成的加泰罗尼亚联邦（1914–1925年）被其取消。
接續著1931年4月14日的加泰罗尼亚共和国宣告流产之後，独立的加泰罗尼亚议会在新的西班牙共和國政府批准《加泰罗尼亚自治法规》之下成立，並于1932年11月20日举行议会选举。该议会由選舉的勝利方加泰隆尼亞共和左翼控制，但于1934年至1936年間，由於改變農民徵稅的法案被憲法法院否決，基於經濟原因企圖建立一個單獨的國家而被中止。該次片面宣布獨立持續10個小時。該法規大體上於1936年2月恢復，但在西班牙內戰期間的1938年，该议会再度被大独裁者佛朗哥廢止。议会组织一直流亡国外。现今的加泰罗尼亚议会于1977年恢复设置，正式成立于1980年4月10日。

### 表决
2013年1月23日，加泰罗尼亚议会以85票同意，41票反对，2票弃权（其中加泰罗尼亚人民党19票反对、公民－公民党9票反对、加泰罗尼亚社会主义者党10票反对另有5票违反党鞭指示未投票、人民团结候选人1票关键赞成另有2票弃权，其余为赞成票）通过了「宣示主权与决定加泰罗尼亚人的权利」的议案。该议案的投票是基于主权、民主合法性、透明性、对话、社会凝聚力、欧罗巴式、合法性的原则。该议案指出「加泰罗尼亚人民－基于民主的合法性－拥有属于自己的主权政治和独立法律」。2013年5月8日该政治宣言被西班牙宪法法院認为违法。2014年3月25日，西班牙宪法法院認為该宣言违宪和无效。2014年4月8日，西班牙议会以299票反对（PP、PSOE、UPyD、UPN和Foro Asturias）对47票赞成（CiU、Izquierda Unida、PNV、BNG、Amaiur、ERC、Compromís和Geroa Bai）以及1票弃权（NC-CC）否决了加泰罗尼亚议会自决公投的要求。
遵照大部分加泰罗尼亚公众的民主意愿，加泰罗尼亚议会决定启动推动加泰罗尼亚公民集体决定其政治前途的进程。2014年9月19日，加泰罗尼亚议会以106票同意对28票反对批准了加泰罗尼亚自治（大）区政府将于2014年11月9日进行咨询性公投的决定。
当地时间2015年11月9日，加泰罗尼亚议会以72票（JxSí, CUP）同意对63票（C's, PSC-PSOE, CSQEP, PPC）反对表决通过了一项有关“加泰罗尼亚2017年从西班牙独立”的程序审议议案。
2017年10月27日，加泰隆尼亞議會以70票贊成，反對10票，無效2票，大比數通過加泰隆尼亞獨立正式通過「建國投票」，確立建國，國名為加泰羅尼亞共和國，但主權存在爭議。但隨後因為啟動西班牙憲法第155條而被強行解散。

## 功能
- 选举加泰隆尼亞政府主席
- 批准加泰罗尼亚自治區议案
- 批准加泰罗尼亚自治區预算
- 监督加泰罗尼亚自治區治内的各级政府

## 選舉方式
加泰羅尼亞議會是加泰羅尼亞自治區下放的一院制立法機構，在西班牙憲法和加泰羅尼亞自治法規定義的區域事務中擁有立法權，只要是年滿18歲且沒有被法律禁止投票的加泰隆尼亞公民都可參與議會選舉，此外，如果在國外的加泰隆尼亞公民想要海外投票則必須要事先申情才能進行海外投票。議會的135名議員是使用頓特法和封閉式比例代表制選出的，每個選區適用的得票率門檻為3％，其中包括空白選票。沒有達到門檻的方不考慮席次分配。此外，使用頓特法可能導致就算得票率超過3％但因為選區席次分配的幅度差異過大結果在部分選區沒被分配不到席次的情況發生。議會選舉一共有4個選區，對應於巴塞羅那、赫羅納、萊里達和塔拉戈納等省。每個選區都有固定的席位：巴塞羅那85席、赫羅納17席、萊里達15席和塔拉戈納18席。

## 外部鏈結
- 官网（页面存档备份，存于）（多语种, 主要加泰罗尼亚语）